# علي حسن الأمير
علي حسن الأمير (مواليد 21 فبراير 1987، لاعب كرة قدم إماراتي يجيد اللعب كحارس مرمى .
لعب سابقاً لأندية الوحدة والوصل و النصر والظفرة .

## روابط خارجية
- علي حسن الأمير على موقع Soccerway.com (الإنجليزية)